# Smardzów (powiat wrocławski)
Smardzów – wieś w Polsce położona w województwie dolnośląskim, w powiecie wrocławskim, w gminie Siechnice.
W latach 1975–1998 miejscowość należała administracyjnie do województwa wrocławskiego.

## Nazwa
Pierwsza wzmianka o miejscowości w formie Smarscuici pochodzi z 1155 roku. Nazwa była później notowana także w formach Zmarsovici (1155), Smarseuici (1155), Smarchou (1193), Zmarchow (1204), Smarchou (1220), Smarchouo (1245), Smarchow (1281), Smarczow (1282), Smartscow (1284), Smartow (ok. 1300), Smarszow (1305), Smartschow (1314), Smortsch (1314), Smartzow (1353), Smarczow (1353), Smarczaw (1425), Smartschen (1666-67), Schmortsch (1743), Smartzow (1810), Schmortsch, Smarczow (1845), Schmortsch, Schmartsch, Smarczow (1887), Smardzyn, Schmartsch (1896), Dörfel (1937), Schmartsch, Dörfel (1941), Smardzowice (1945), Smardzów (1947).
Najstarsze zapisy wskazują, że nazwa wsi miała pierwotnie formę Smardzewicy i była to nazwa patronimiczna, wywodzącą się od nazwy osobowej Smardz, utworzona przez dodanie przyrostka -icy. Później nazwa została przekształcona do postaci Smarzów lub Smardzów (także Smardzowo), być może od nazwy osobowej Smarz, Smardz z sufiksem -ów, lub od nazwy pospolitej smardz, czyli ‘rodzaju grzybów z klasy workowców’. Do języka niemieckiego została przejęta w formie Schmartsch. Władze hitlerowskie zmieniły nazwę na Dörfel. Po II wojnie światowej funkcjonowała polska nazwa przejściowa Smardzowice, a nazwę Smardzów oficjalnie przyjęto 12 lutego 1948 roku.

## Społeczeństwo
W Smardzowie kultywowana jest pamięć o mieszkańcach wsi Barysz na Podolu, którzy padli ofiarą barbarzyństwa nacjonalistów ukraińskich. Co roku w przedostatnią sobotę sierpnia odbywają tam się uroczystości upamiętniające.